# Marmo verde di Taormina
Il marmo verde di Taormina è una roccia metamorfica (fillade) di colore grigioverde, di bell'aspetto se levigata, trovasi nella zona di Taormina alle pendici dei Monti Peloritani. Spesso inclusioni di quarzo, di vari tipi, evidenziano delle venature che gli donano particolare bellezza. Detta roccia scistosa, è di scarso interesse commerciale ma può rendersi interessante nell'uso per rivestimenti o in scultura.